# Spurwinkia salsa
Spurwinkia salsa är en snäckart som först beskrevs av Henry Augustus Pilsbry 1905.  Spurwinkia salsa ingår i släktet Spurwinkia och familjen tusensnäckor. Inga underarter finns listade i Catalogue of Life.